# Campeonato Catarinense de Futebol de 2004
O Campeonato Catarinense de Futebol de 2004 foi a 79ª edição do torneio, sendo vencida pelo Figueirense.

## Série A1

### Fórmula de Disputa
Os 12 participantes foram distribuídos em 2 grupos de 6. Em cada grupo, os clubes jogaram entre si em todos contra todos, com partidas de ida e volta. Os 2 melhores colocados de cada grupo foram classificados para o Quadrangular final. Nessa fase, os 4 restantes formaram um único grupo, onde jogaram todos contra todos novamente em jogos de ida e volta. O vencedor destes é declarado Campeão Catarinense de 2004. O campeão e o vice foram classificados à Copa do Brasil de 2005. O campeão foi classificado também à Série C do Brasileiro de 2004, caso o campeão já estivesse em alguma divisão, a vaga seria passada para o segundo colocado, caso este também estivesse, passaria para o terceiro e assim por diante. O mesmo aconteceria com a Copa do Brasil, caso o participante disputasse a Libertadores 2005, a vaga seria passada adiante.

### Primeira Fase
Grupo A
| 1 | Chapecoense         | 17 | 10 | 5 | 2 | 3 | 21 | 13 | +8  |
| 2 | Atlético de Ibirama | 16 | 10 | 5 | 1 | 4 | 13 | 8  | +5  |
| 3 | Criciúma            | 15 | 10 | 4 | 3 | 3 | 15 | 10 | +5  |
| 4 | Caxias              | 14 | 10 | 4 | 2 | 4 | 21 | 26 | -5  |
| 5 | Avaí                | 12 | 10 | 3 | 3 | 4 | 14 | 17 | -3  |
| 6 | Tiradentes          | 9  | 10 | 2 | 3 | 5 | 19 | 29 | -10 |
| PG - pontos ganhos; J - jogos; V - vitórias; E - empates; D - derrotas; GP - gols pró; GC - gols contra; SG - saldo de gols |                     |    |    |   |   |   |    |    |     |

Grupo B
| 1 | Guarani       | 16 | 10 | 5 | 1 | 4 | 16 | 13 | +3 |
| 2 | Figueirense   | 16 | 10 | 5 | 1 | 4 | 20 | 12 | +8 |
| 3 | Tubarão       | 16 | 10 | 5 | 1 | 4 | 16 | 17 | -1 |
| 4 | Marcílio Dias | 15 | 10 | 4 | 3 | 3 | 15 | 19 | -4 |
| 5 | Joinville     | 13 | 10 | 3 | 4 | 3 | 12 | 14 | -2 |
| 6 | Lages         | 8  | 10 | 2 | 2 | 6 | 15 | 19 | -4 |
| PG - pontos ganhos; J - jogos; V - vitórias; E - empates; D - derrotas; GP - gols pró; GC - gols contra; SG - saldo de gols |               |    |    |   |   |   |    |    |    |

### Quadrangular Final
| 1 | Figueirense         | 11 | 6 | 3 | 2 | 1 | 10 | 7  | +3 |
| 2 | Atlético de Ibirama | 8  | 6 | 2 | 2 | 2 | 8  | 8  | 0  |
| 3 | Chapecoense         | 7  | 6 | 2 | 1 | 3 | 11 | 9  | +2 |
| 4 | Guarani             | 7  | 6 | 2 | 1 | 3 | 9  | 14 | -5 |
| PG - pontos ganhos; J - jogos; V - vitórias; E - empates; D - derrotas; GP - gols pró; GC - gols contra; SG - saldo de gols |                     |    |   |   |   |   |    |    |    |

|  |                             |
|  | Campeão Catarinense de 2004 |

### Classificação Final
| 1  | Figueirense          |
| 2  | Atlético de Ibirama* |
| 3  | Chapecoense          |
| 4  | Guarani              |
| 5  | Tubarão              |
| 6  | Criciúma             |
| 7  | Marcílio Dias        |
| 8  | Caxias               |
| 9  | Joinville            |
| 10 | Avaí                 |
| 11 | Tiradentes           |
| 12 | Lages                |

|  |                                                                               |
|  | Classificado à Copa do Brasil de 2005                                         |
|  | Classicado à Série C do Campeonato Brasileiro 2004 e à Copa do Brasil de 2005 |

* O Atlético de Ibirama se classificou à Série C, pois o Figueirense já estava na Série A.

## Série A2
A Série A2 era disputada pelos clubes catarinenses da Série A1 que não estão na Série A, nem na Série B do Campeonato Brasileiro mais os melhores colocados da Série B1 do ano anterior, totalizando 12.

### Fórmula de Disputa
Os 12 participantes foram distribuídos em grupo único, onde jogaram em 2 turnos todos contra todos. O turno conteve as partidas de ida e o returno as de volta, sendo que, ao começar o returno, os pontos foram zerados. O vencedor de cada turno (os que somaram mais pontos) foi classificado para a fase final. Nesta fase os dois clubes jogaram partidas de ida e volta e aquele que apresentou mais pontos na fase final, independente do saldo de gols, foi declarado Campeão Catarinense da Série A2 de 2004. Se houvesse empate de pontos, o segundo jogo teria uma prorrogação de 30 minutos com o placar zerado. Caso o campeão do turno fosse o mesmo do returno, não haveria a fase final e este seria declarado campeão. Os dois últimos colocados foram rebaixados para a Série B1 de 2005 e os 8 primeiros foram classificados para a Série A1 de 2005.
Nas fases eliminatórias, vence o clube que somar mais pontos, independente do saldo de gols, caso haja empate, zera-se o placar e realiza-se uma prorrogação de 30 minutos, caso o empate persista, será feito uma disputa por penaltis

### Turno
| 1 | Lages               | 27 | 11 | 8 | 3 | 0  | 23 | 8  | +15 |
| 2 | Atlético de Ibirama | 22 | 11 | 7 | 1 | 3  | 24 | 12 | +12 |
| 3 | Chapecoense         | 20 | 11 | 6 | 2 | 3  | 14 | 12 | +2  |
| 4 | Marcílio Dias       | 20 | 11 | 5 | 5 | 1  | 17 | 9  | +8  |
| 5 | Guarani             | 19 | 11 | 6 | 1 | 4  | 17 | 13 | +4  |
| 6 | Tubarão             | 18 | 11 | 5 | 3 | 3  | 23 | 16 | +7  |
| 7 | União de Timbó      | 15 | 11 | 4 | 3 | 4  | 11 | 12 | -1  |
| 8 | Metropolitano       | 13 | 11 | 3 | 4 | 4  | 15 | 17 | -2  |
| 9 | Caxias              | 10 | 11 | 3 | 1 | 7  | 19 | 23 | -4  |
| 10 | São Bento           | 9  | 11 | 2 | 3 | 6  | 12 | 23 | -11 |
| 11 | Tiradentes          | 8  | 11 | 2 | 2 | 7  | 12 | 19 | -7  |
| 12 | Camponovense        | 3  | 11 | 1 | 0 | 10 | 11 | 34 | -23 |
| PG - pontos ganhos; J - jogos; V - vitórias; E - empates; D - derrotas; GP - gols pró; GC - gols contra; SG - saldo de gols |                     |    |    |   |   |    |    |    |     |

### Returno
| 1 | Atlético de Ibirama | 23 | 11 | 7 | 2 | 2 | 19 | 9  | +10 |
| 2 | Lages               | 23 | 11 | 7 | 2 | 2 | 21 | 13 | +9  |
| 3 | Chapecoense         | 20 | 11 | 6 | 2 | 3 | 20 | 10 | +10 |
| 4 | União de Timbó      | 18 | 11 | 5 | 3 | 3 | 15 | 11 | +4  |
| 5 | Marcílio Dias       | 17 | 11 | 5 | 2 | 4 | 12 | 13 | -1  |
| 6 | São Bento           | 17 | 11 | 5 | 2 | 4 | 16 | 18 | -2  |
| 7 | Metropolitano       | 15 | 11 | 4 | 3 | 4 | 17 | 14 | +3  |
| 8 | Guarani             | 15 | 11 | 4 | 3 | 4 | 17 | 20 | -3  |
| 9 | Tiradentes*         | 12 | 11 | 4 | 0 | 7 | 6  | 13 | -7  |
| 10 | Tubarão             | 12 | 11 | 3 | 3 | 5 | 10 | 14 | -4  |
| 11 | Caxias              | 11 | 11 | 3 | 2 | 6 | 10 | 15 | -5  |
| 12 | Camponovense*       | 2  | 11 | 0 | 2 | 9 | 6  | 19 | -13 |
| PG - pontos ganhos; J - jogos; V - vitórias; E - empates; D - derrotas; GP - gols pró; GC - gols contra; SG - saldo de gols |                     |    |    |   |   |   |    |    |     |

*O Camponovense foi suspenso de todas as partidas do returno a partir da quinta rodada,  estabelecendo como vencedores por 1-0 os adversários dos jogos que ele disputaria no complemento do returno. Ocorreu o mesmo com o Tirandentes, mas a partir da 10ª rodada. Esses clubes não pagaram a taxa de arbitragem à FCF, por isso sofreram a punição.

### Final
| Campeão | Vice-Campeão        | Jogo 1 | Jogo 2 | Prorrogação |
| ------- | ------------------- | ------ | ------ | ----------- |
| Lages*  | Atlético de Ibirama | 2-1    | 0-1    | 1-0         |

*O Atlético de Ibirama teve a primeira partida jogada em casa. 

### Classificação Final
| 1  | Lages               |
| 2  | Atlético de Ibirama |
| 3  | Chapecoense         |
| 4  | Marcílio Dias       |
| 5  | Guarani             |
| 6  | União de Timbó      |
| 7  | Tubarão             |
| 8  | Metropolitano       |
| 9  | São Bento           |
| 10 | Caxias              |
| 11 | Tiradentes          |
| 12 | Camponovense        |

|  |                                  |
|  | Classificados à Série A1 de 2005 |
|  | Rebaixados à Série B1 de 2005    |

## Série B1

### Fórmula de Disputa
Os 12 participantes jogaram em um grupo único. O campeonato foi dividido em três fases:
Primeiro Turno: Os clubes jogaram todos contra todos em apenas um turno. Os 8 melhores colocados do grupo foram classificados para às Quartas de Final. As Quartas de Final foram disputadas em jogos de ida e volta, sendo que o primeiro colocado enfrentou o oitavo, o segundo o sétimo, o terceiro o sexto e o quarto o quinto. Os vencedores se classificaram para as Semifinais, onde jogaram também ida e volta. Os vencedores se enfrentaram em uma final de 2 jogos e o vencedor desta foi classificado para a fase final.
Segundo Turno: Idêntico ao primeiro, com os jogos de volta.
Fase Final: Os dois vencedores dos turno mais os dois melhores colocados do campeonato (Turno mais returno - somando-se todas as partidas, inclusive as das fases finais de cada turno-), além destes foram classificados para esta fase. Estes jogaram semifinais de dois jogos. Os vencedores disputaram uma final de também dois jogos. O vencedor desta foi declarado Campeão Catarinense da Série B1 de 2004 e ele e o vice-campeão foram classificados para a Série A2 de 2005
Nas fases eliminatórias, vence o clube que somar mais pontos, independente do saldo de gols, caso haja empate, zera-se o placar e realiza-se uma prorrogação de 30 minutos, caso o empate persista, será feito uma disputa por penaltis.

### Primeiro Turno

#### Primeira Fase
| 1 | Brusque             | 25 | 11 | 8 | 1 | 2  | 24 | 8  | +16 |
| 2 | Juventus            | 20 | 11 | 6 | 2 | 3  | 20 | 8  | +12 |
| 3 | Blumenau            | 20 | 11 | 5 | 5 | 1  | 16 | 11 | +5  |
| 4 | Fraiburgo           | 19 | 11 | 6 | 1 | 4  | 21 | 14 | +7  |
| 5 | Operários Mafrenses | 17 | 11 | 5 | 2 | 4  | 13 | 17 | -4  |
| 6 | Figueirense B       | 16 | 11 | 4 | 4 | 3  | 11 | 10 | +1  |
| 7 | Concórdia           | 15 | 11 | 4 | 3 | 4  | 16 | 17 | -1  |
| 8 | Inter de Lages      | 14 | 11 | 4 | 2 | 5  | 20 | 23 | -3  |
| 9 | Carlos Renaux       | 13 | 11 | 4 | 1 | 6  | 14 | 21 | -7  |
| 10 | Canoinhas           | 12 | 11 | 3 | 3 | 5  | 13 | 18 | -5  |
| 11 | Camboriuense        | 11 | 11 | 3 | 2 | 6  | 15 | 19 | -4  |
| 12 | Real                | 3  | 11 | 1 | 0 | 10 | 3  | 18 | -15 |
| PG - pontos ganhos; J - jogos; V - vitórias; E - empates; D - derrotas; GP - gols pró; GC - gols contra; SG - saldo de gols |                     |    |    |   |   |    |    |    |     |

#### Quartas de Final
As Quartas de Final foram disputadas em jogos de ida e volta, sendo que o melhor colocado da chave joga a partida de volta em casa.
| Time 1*             | Time 2    | Jogo 1 | Jogo 2 |
| ------------------- | --------- | ------ | ------ |
| Inter de Lages      | Brusque   | 2-3    | 2-2    |
| Concórdia           | Juventus  | 0-0    | 0-1    |
| Figueirense B       | Blumenau  | 1-2    | 1-1    |
| Operários Mafrenses | Fraiburgo | 1-2    | 2-3    |

* Os clubes citados primeiro tiveram a primeira partida jogada em casa, ou seja, tiveram pior colocação que o segundo citado

#### Semi-Finais
As semifinais foram disputadas em jogos de ida e volta, sendo que o melhor colocado da chave joga a partida de volta em casa.
| Time 1*   | Time 2    | Jogo 1 | Jogo 2 | Prorrogação |
| --------- | --------- | ------ | ------ | ----------- |
| Fraiburgo | Brusque** | 3-1    | 2-3    | 0-0         |
| Blumenau  | Juventus  | 1-2    | 1-3    |             |

* Os clubes citados primeiro tiveram a primeira partida jogada em casa, ou seja, tiveram pior colocação que o segundo citado
** O Brusque passou para a próxima fase, pois, após a prorrogação, houve uma disputa por penaltis, vencida por este.
Itálico: Clubes classificados para a final.

#### Final
O melhor colocado na Primeira Fase (Brusque) jogou a partida de volta em casa.
| Campeão  | Vice-Campeão | Jogo 1 | Jogo 2 |
| -------- | ------------ | ------ | ------ |
| Juventus | Brusque      | 3-1    | 1-1    |

### Segundo Turno

#### Primeira Fase
| 1 | Juventus            | 23 | 11 | 6 | 5 | 0 | 18 | 7  | +11 |
| 2 | Concórdia           | 20 | 11 | 6 | 2 | 3 | 16 | 12 | +4  |
| 3 | Camboriuense        | 18 | 11 | 4 | 6 | 1 | 18 | 12 | +6  |
| 4 | Figueirense B       | 17 | 11 | 5 | 2 | 4 | 12 | 9  | +3  |
| 5 | Inter de Lages      | 17 | 11 | 5 | 2 | 4 | 12 | 10 | +2  |
| 6 | Brusque             | 16 | 11 | 4 | 4 | 3 | 14 | 12 | +2  |
| 7 | Fraiburgo**         | 15 | 11 | 4 | 3 | 4 | 20 | 10 | 0   |
| 8 | Carlos Renaux       | 14 | 11 | 4 | 2 | 5 | 14 | 15 | -1  |
| 9 | Operários Mafrenses | 13 | 11 | 3 | 4 | 4 | 12 | 13 | -1  |
| 10 | Blumenau            | 12 | 11 | 3 | 3 | 5 | 11 | 18 | -7  |
| 11 | Canoinhas*          | 7  | 11 | 4 | 1 | 6 | 14 | 18 | -3  |
| 12 | Real*               | -4 | 11 | 0 | 2 | 8 | 5  | 19 | -14 |
| PG - pontos ganhos; J - jogos; V - vitórias; E - empates; D - derrotas; GP - gols pró; GC - gols contra; SG - saldo de gols |                     |    |    |   |   |   |    |    |     |

*O Real e o Canoinhas perderam 6 pontos por uso de jogadores irregulares. 

**O Fraiburgo abandonou o campeonato antes das quartas de final, por isso a Operários Mafrense tomou seu lugar. 

#### Quartas de Final
| Time 1*             | Time 2        | Jogo 1 | Jogo 2 | Prorrogação |
| ------------------- | ------------- | ------ | ------ | ----------- |
| Brusque             | Camboriuense  | 1-0    | 2-1    |             |
| Operários Mafrenses | Juventus**    | 3-0    | 1-2    | 1-1         |
| Inter de Lages      | Figueirense B | 2-1    | 0-3    | 0-1         |
| Carlos Renaux       | Concórdia**   | 2-1    | 0-2    | 0-0         |

* Os clubes citados primeiro tiveram a primeira partida jogada em casa, ou seja, tiveram pior colocação que o segundo citado

**O Juventus e o Concórdia classificaram-se pois, como tiveram melhor classificação na primeira fase, tinham vantagem caso houvesse empate na prorrogação.

#### Semi-Finais
| Time 1*       | Time 2    | Jogo 1 | Jogo 2 | Prorrogação |
| ------------- | --------- | ------ | ------ | ----------- |
| Brusque       | Concórdia | 0-0    | 2-1    |             |
| Figueirense B | Juventus  | 1-0    | 1-2    | 0-2         |

* Os clubes citados primeiro tiveram a primeira partida jogada em casa, ou seja, tiveram pior colocação que o segundo citado

#### Final
O melhor colocado na Primeira Fase (Juventus) jogou a partida de volta em casa.
| Campeão | Vice-Campeão | Jogo 1 | Jogo 2 | Prorrogação |
| ------- | ------------ | ------ | ------ | ----------- |
| Brusque | Juventus     | 4-0    | 0-2    | 2-0         |

### Fase Final

#### Classificação Geral
| 1 | Juventus            | 71 | 38 | 20 | 11 | 7  | 66 | 38 | +28 |
| 2 | Brusque             | 69 | 38 | 20 | 9  | 9  | 70 | 45 | +25 |
| 3 | Fraiburgo**         | 43 | 26 | 13 | 4  | 9  | 20 | 10 | 0   |
| 4 | Figueirense B       | 43 | 30 | 12 | 7  | 11 | 35 | 33 | +2  |
| 5 | Concórdia           | 40 | 30 | 11 | 7  | 12 | 39 | 41 | -2  |
| 6 | Blumenau            | 36 | 26 | 9  | 9  | 8  | 32 | 36 | -4  |
| 7 | Inter de Lages      | 35 | 26 | 10 | 5  | 11 | 38 | 43 | -5  |
| 8 | Operários Mafrenses | 33 | 26 | 9  | 6  | 11 | 33 | 38 | -5  |
| 9 | Carlos Renaux       | 30 | 24 | 9  | 3  | 12 | 14 | 15 | -1  |
| 10 | Camboriuense        | 29 | 24 | 7  | 8  | 9  | 34 | 34 | 0   |
| 11 | Canoinhas*          | 19 | 22 | 7  | 4  | 11 | 14 | 18 | -3  |
| 12 | Real*               | -1 | 21 | 1  | 2  | 18 | 5  | 19 | -14 |
| PG - pontos ganhos; J - jogos; V - vitórias; E - empates; D - derrotas; GP - gols pró; GC - gols contra; SG - saldo de gols |                     |    |    |    |    |    |    |    |     |

|  |                                                      |
|  | Classificados às fases finais                        |
|  | Classicados às fases finais por vencer um dos turnos |

*O Real e o Canoinhas perderam 6 pontos por uso de jogadores irregulares. 

**O Fraiburgo abandonou o campeonato antes das quartas de final do segundo turno, por isso o Concórdia tomou seu lugar. 

#### Semi-Finais
| Time 1*       | Time 2   | Jogo 1 | Jogo 2 | Prorrogação |
| ------------- | -------- | ------ | ------ | ----------- |
| Concórdia     | Brusque  | 1-4    | 2-3    |             |
| Figueirense B | Juventus | 2-1    | 1-2    | 0-1         |

* Os clubes citados primeiro tiveram a primeira partida jogada em casa, ou seja, tiveram pior colocação que o segundo citado

#### Final
O melhor colocado do campeonato (Juventus) jogou a partida de volta em casa.
| Campeão  | Vice-Campeão | Jogo 1 | Jogo 2 |
| -------- | ------------ | ------ | ------ |
| Juventus | Brusque      | 1-1    | 4-2    |

## Campeão Geral
| Campeonato Catarinense de 2004 |
| ------------------------------ |
| Figueirense 13º Título         |